# Черненко, Семён Фёдорович
Семён Фёдорович Черне́нко (1877‒1974) — советский селекционер-плодовод.

## Биография
Родился 1 (13) сентября 1877 года в бедной крестьянской семье в с. Гремячки (ныне Ямпольский район, Сумская область, Украина). Окончив начальную школу, он поступил в Воздвиженское сельскохозяйственное училище, организованное помещиком Н. Н. Неплюевым для сирот и бедных крестьянских детей. При школе действовал плодово-ягодный питомник. Воздвиженское училище представляло собой крупный агропромышленный комплекс, оснащённый самой современной на тот момент техникой: тракторы, завод по переработке сельскохозяйственной продукции, мастерские, кирпичный завод. По оценкам специалистов, это было лучшее хозяйство не только Черниговской области, но всей России. Здесь Семён Фёдорович получил свои первые знания и навыки в области агротехники. По окончании школы он остался работать в питомнике, активно занимался самообразованием: читал специальную литературу, ставил опыты, ездил знакомиться с садами и питомниками Московской, Киевской, Черниговской и Курской губерний. Особенно большое впечатление произвели на Черненко работы И. В. Мичурина и Л. Бёрбанка. В Воздвиженске Семён Фёдорович создал 16 сортов яблони и 1 сорт груши. Многие из них до сих пор хорошо известны садоводам: Пепин Черненко, Антоновка новая, Титфлер, Катирен и другие. Выденные им сорта получили высокую оценку И. В. Мичурина, с которым он вёл длительную переписку. По приглашению Мичурина в 1926 году переехал в Козлов, где начал активно работать в местном плодово-ягодном питомнике (в будущем преобразованном в Центральную генетическую лабораторию им. И. В. Мичурина).
Уже будучи в зрелом возрасте, осознавая недостаточный уровень своей подготовки, Семён Фёдорович решил получить высшее образование. В 1929 году он прошёл курсы генетики, селекции и семеноводства во Всесоюзном институте прикладной ботаники и новых культур (его директором был Н. И. Вавилов) в Ленинграде, с 1929 года учился в МСХА имени К. А. Тимирязева. В 1931 году перевёлся в только что открытый в Козлове Институт плодово-ягодных культур, который и окончил в 1933 году. Ещё будучи студентом, он уже вёл лабораторные занятия для студентов 3-го курса.
Завершив своё обучение, он остался работать в институте на кафедре селекции, занимался научной и преподавательской работой. В 1936 году Семёну Фёдоровичу присудили учёную степень кандидата сельскохозяйственных наук и учёное звание доцента. К этому времени созданные им на Украине и в Мичуринске ценные сорта яблони получили широкое распространение в садах колхозов и совхозов центральной России.
Уже через год решением ВАК Семёну Фёдоровичу была присвоена учёная степень доктора сельскохозяйственных наук. Это решение стало признанием его многолетних работ по созданию новых сортов яблони. Многие из них, например, Антоновка новая, Пепин Черненко, Июльское и другие, были включены в стандартный сортимент. Эти сорта неоднократно экспонировались на всесоюзных сельскохозяйственных выставках и выставках достижений народного хозяйства и заслужили самую высокую оценку. Семёном Фёдоровичем был создан уникальный «Яблоневый календарь» — сорта яблонь с разными сроками созревания: от летних до позднезимних. Им были впервые получены межродовые гибриды между яблоней и грушей, которые вызвали большой интерес академика Н. И. Вавилова.
С. Ф. Черненко активно сочетал в своей работе преподавательскую и научную деятельность. В 1926—1962 годах заведовал секцией семечковых культур Центральную генетическую лабораторию имени И. В. Мичурина. В 1941—1944 годах заведовал кафедрой селекции, генетики и сортоведения Плодоовощного института имени И. В. Мичурина, в дальнейшем — профессор (с 1946 года) этой кафедры по совместительству с заведованием секцией в ЦГЛ. Доктор сельскохозяйственных наук (1937).
С. Ф. Черненко являлся членом Высшей аттестационной комиссии при Комитете по делам высшей школы, членом редколлегии журнала «Вестник сельскохозяйственной науки», входил в состав Технического совета Министерства земледелия СССР.
Умер 17 января 1974 года в Мичуринске (Тамбовская область).

### Семья
Дочери Семёна Фёдоровича, Юлия и Екатерина, пошли по стопам отца. Старшая, Юлия Семёновна, окончила Мичуринский Плодоовощной институт имени И. В. Мичурина и вышла замуж за известного селекционера, создателя знаменитого Дерева дружбы в Сочи Фёдора Михайловича Зорина. Младшая, Екатерина, выпускница Московского государственного университета, всю жизнь работала в Мичуринском педагогическом институте, заведовала в нём кафедрой ботаники. В 1971 году защитила в Ленинградском сельскохозяйственном институте диссертацию на звание доктора сельскохозяйственных наук «Онтогенетические особенности яблонь корневого и стеблевого происхождения». Екатерина Семёновна была женой известного ученого-селекционера В. И. Будаговского.

## Награды и премии
- Сталинская премия второй степени (1947) — за выдающиеся достижения в области селекции плодовых культур и выведение новых сортов яблока «Июльское», «Розовое превосходное», «Первенец», «Оранжевое» и «Суворовец»
- Герой Социалистического Труда (30.04.1966)
- три ордена Ленина (10.11.1947; 12.06.1954; 30.04.1966)
- два ордена Трудового Красного Знамени (1948; 23.10.1957)
- медали
- медали ВСХВ и ВДНХ

## Основные труды
- Селекция и новые сорта яблони. — М.: Сельхозгиз,1933.
- О получении гибридов между грушей и яблоней // За мичуринское плодоводство. — 1936. — № 6.
- Полвека работы в саду. — М.: Гос. изд-во сельхоз лит-ры,1957.
- Методы работы по созданию новых сортов яблони // Труды ЦГЛ им. И. В. Мичурина. — 1978. — Вып. 28.